# جونيور براون (مغني)
جونيور براون (بالإنجليزية: Junior Brown)‏ هو مغني ومغن مؤلف أمريكي، ولد في 12 يونيو 1952 في كوتنوود في الولايات المتحدة.

## وصلات خارجية
- الموقع الرسمي
- جونيور براون على موقع IMDb (الإنجليزية)
- جونيور براون على موقع ميوزك برينز (الإنجليزية)
- جونيور براون على موقع ديسكوغز (الإنجليزية)